# シンコロブエ鉱山
座標: 南緯11度02分 東経26度35分 / 南緯11.033度 東経26.583度

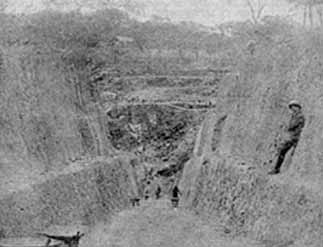
シンコロブエ鉱山

シンコロブエ鉱山（シンコロブエこうざん）とは、かつてコンゴ民主共和国カタンガ州に存在したウランの鉱山。2004年、ウランの盗掘をきっかけとして国際的な注目を浴びた。

## 鉱山の概要
シンコロブエ鉱山はユニオン・ミニエール社によって開発され、1960年代までは世界有数のウラン鉱山だった。マンハッタン計画時にはここで採掘されたウランがアメリカ合衆国へと提供され、原子爆弾が製造された。1948年時点、アメリカ合衆国は国内のウラン鉱床を約100万トン分しか見つけられていなかったので、需要量の90％をベルギー領コンゴに頼っていた。金鉱の屑鉱、低品位の燐酸鉱物、頁岩の三つから回収される八酸化三ウランをポンドあたり30から40ドルで購入していた。
鉱山におけるウランの採掘は1960年代に終了、長らく閉山していたが、1990年代にコバルト鉱石の採掘を政府が許可したことから、地元の中小業者が採掘を行っていた。やがてコバルト鉱石から、微量のウランが採取されることが知れ渡り、採掘の目的がコバルト本体ではなくウランの盗掘へ変化していった。
2004年3月、コンゴ政府が首都のキンシャサ市内で100kgにも達する大量のイエローケーキ（ウラン鉱石を粗精錬したウラン精鉱）を押収した。2004年7月、シンコロブエ鉱山にて落盤事故が発生。8名の死傷者を出したことがきっかけで、同鉱山にてウランが採掘されていたことが露呈する。コンゴ政府は立ち入り禁止を決定。

## 国際的な調査
- 2004年10月、国連環境計画、国際連合人道問題調整事務所により調査団が結成、世界保健機関、国際原子力機関、国際連合コンゴ民主共和国ミッションなどの専門家が参加した。
- 鉱山労働者は、最盛期で1万人以上が稼働していたものと推定された。彼らのほとんどが原始的で危険な方法で採掘に従事していたことから、被曝症状を含めた健康被害が確認されたという。
- 同鉱山で採掘されたウランについては量、納入先とも不明であり、相当量が核の闇市場に流れたものと推定されている。